# Лас-Паломас (Нью-Мексико)
Лас-Паломас (англ. Las Palomas) — переписна місцевість (CDP) в США, в окрузі Сьєрра штату Нью-Мексико. Населення — 196 осіб (2020).

## Географія
Лас-Паломас розташований за координатами 33°3′32″ пн. ш. 107°17′54″ зх. д. / 33.05889° пн. ш. 107.29833° зх. д. (33.058904, -107.298221).  За даними Бюро перепису населення США в 2010 році переписна місцевість мала площу 4,14 км², уся площа — суходіл.

## Демографія
Згідно з переписом 2010 року, у переписній місцевості мешкали 173 особи в 77 домогосподарствах у складі 53 родин. Густота населення становила 42 особи/км².  Було 89 помешкань (21/км²).
Расовий склад населення:
| - 91,3 % — білих - 4,6 % — корінних американців - 2,9 % — осіб інших рас |

До двох чи більше рас належало 1,2 %. Частка іспаномовних становила 26,6 % від усіх жителів.
За віковим діапазоном населення розподілялося таким чином: 17,3 % — особи молодші 18 років, 59,0 % — особи у віці 18—64 років, 23,7 % — особи у віці 65 років та старші. Медіана віку мешканця становила 53,2 року. На 100 осіб жіночої статі у переписній місцевості припадало 94,4 чоловіків;  на 100 жінок у віці від 18 років та старших — 98,6 чоловіків також старших 18 років.
Цивільне працевлаштоване населення становило 220 осіб. Основні галузі зайнятості: освіта, охорона здоров'я та соціальна допомога — 58,6 %, сільське господарство, лісництво, риболовля — 29,1 %, роздрібна торгівля — 12,3 %.